# Marek Borowski
Marek Stefan Borowski (uitspraak: [ˈmarɛk bɔˈrɔfskʲi]) (Warschau, 4 januari 1946) is een Pools politicus en econoom. Hij is voorzitter van de partij Sociaaldemocratie van Polen (SDPL) en sinds 2011 senator. Eerder was hij onder meer minister van Financiën, vicepremier, voorzitter van de Sejm (het Poolse lagerhuis) en presidentskandidaat.

## Biografie
Marek Borowski groeide op in Warschau in een Pools-Joodse familie. Hij studeerde internationale economische betrekkingen aan de Hogeschool voor Planning en Statistiek in Warschau en werkte tevens enkele jaren als verkoper in een warenhuis, waar hij langzaam opklom tot specialist economie. Vanaf 1982 werkte hij op het Ministerie van Interne Markt. In de kabinetten van Tadeusz Mazowiecki (1989-1991) en Jan Krzysztof Bielecki (1991) was hij onderminister van Interne Markt. In deze functie was hij onder meer verantwoordelijk voor de privatisering van de handel en het toerisme.
Borowski behoorde tot de hervormingsgezinde vleugel van de PZPR, waarvan hij sinds 1975 lid was. Toen de partij in januari 1990 werd ontbonden, behoorde hij tot de oprichters van de SdRP en werd vicevoorzitter van deze partij. In 1991 werd hij voor het eerst in de Sejm verkozen. Van 26 oktober 1993 tot 8 februari 1994 was hij vicepremier en minister van Financiën in de regering van Waldemar Pawlak, maar trad af na een conflict met de premier. Op 7 maart 1995 keerde hij terug in de regering van Józef Oleksy als kabinetschef van de ministerraad en bleef deze functie vervullen tot 7 februari 1996. Daarna was hij tot oktober 2001 een van de vicevoorzitters van de Sejm.
Na de grote overwinning in de parlementsverkiezingen van 2001 van zijn partij, die in 1999 was omgevormd tot de Alliantie van Democratisch Links (SLD), werd Borowski op 19 oktober van dat jaar verkozen tot voorzitter ("maarschalk") van de Sejm, na de president en de premier het hoogste staatsambt.
In maart 2004 stapte Borowski uit – inmiddels door vele affaires geplaagde – SLD, die veel van haar gezag onder de bevolking verloren had. Op 26 maart richtte hij samen met ongeveer 30 prominente leden van de SLD en coalitiegenoot UP een nieuwe linkse partij op, de Sociaaldemocratie van Polen (SDPL), en werd partijvoorzitter. Op 20 april 2004 trad hij af als voorzitter van de Sejm. Hoewel de SDPL aanvankelijk hoge ogen gooide in de peilingen, kreeg deze bij de parlementsverkiezingen van 2005 uiteindelijk minder dan 4% van de stemmen, waardoor de kiesdrempel niet werd gehaald en Borowski uit het parlement verdween.

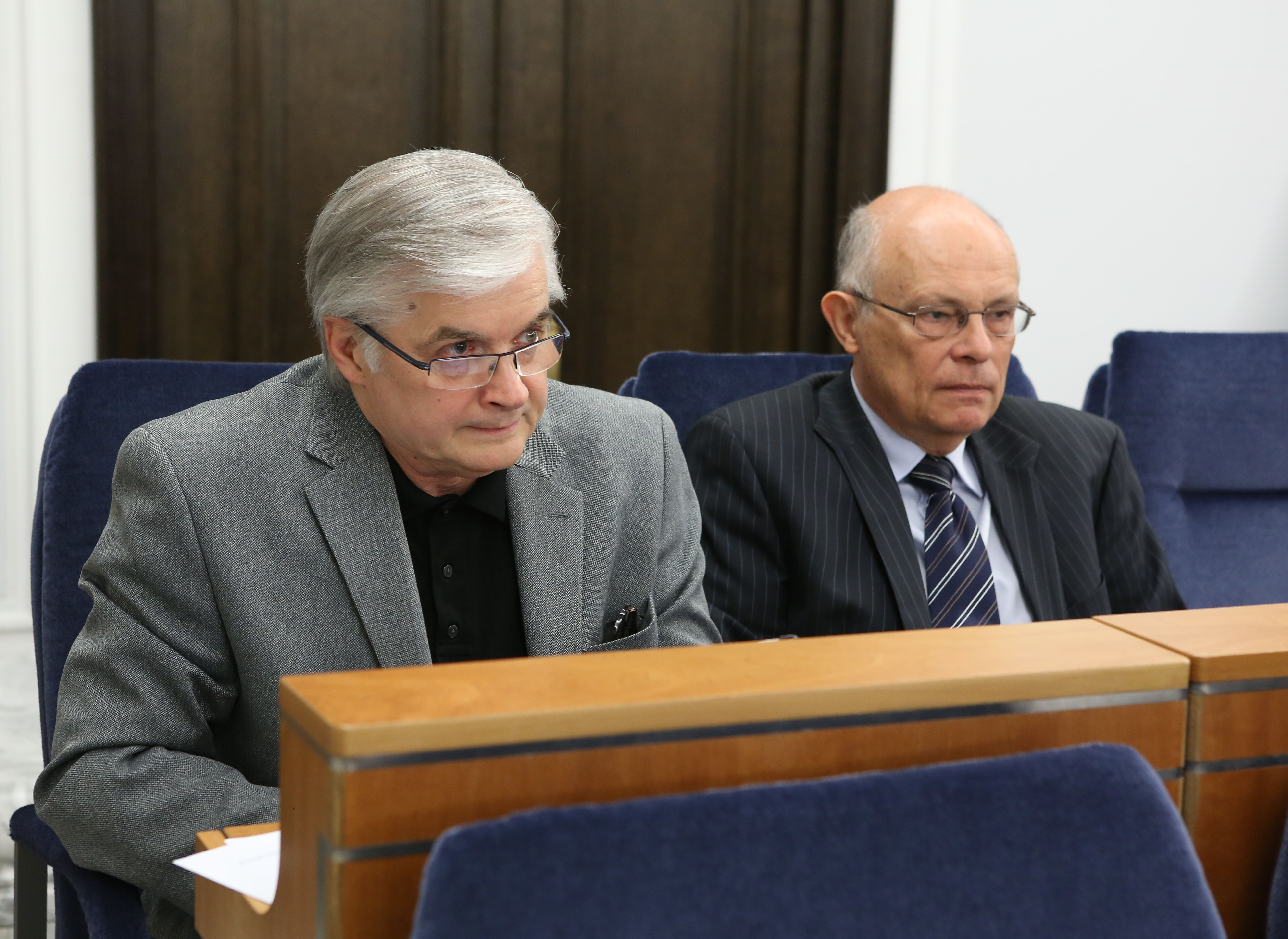
Cimoszewicz en Borowski in de Senaat (2015)

Op 6 juni 2005 stelde Borowski zich officieel kandidaat voor het presidentschap. Aanvankelijk leek hij een goede kans te maken om Aleksander Kwaśniewski als president op te volgen, maar zijn steun kalfde af toen parlementsvoorzitter, oud-premier en oud-minister van Justitie Włodzimierz Cimoszewicz zich kandidaat stelde. De als zeer integer bekendstaande Cimoszewicz gold als de laatste hoop voor links en was enige tijd de grote favoriet in de peilingen. Hoewel Cimoszewicz zich uiteindelijk in september zou terugtrekken en Borowski de steun van scheidend president Kwaśniewski genoot, eindigde Borowski in de eerste ronde van de presidentsverkiezingen uiteindelijk met ruim 10% op de vierde plaats.
Na een mislukte poging om burgemeester van Warschau te worden, keerde Borowski als kandidaat van de alliantie Links en Democraten in de parlementsverkiezingen van 2007 terug in de Sejm.
In 2008 trad hij af als partijleider van de SDPL, maar bleef binnen de partij wel een prominente rol vervullen. Bij de parlementsverkiezingen in 2011 werd Borowski als onafhankelijke kandidaat in de Senaat verkozen en in 2015 werd hij herkozen.
- Gemeinsame Normdatei: 1165072084
- International Standard Name Identifier: 0000 0003 7016 330X
- Nationale Bibliotheek van Polen: a0000003020079
- Virtual International Authority File: 249562012
- WorldCat: E39PBJdrKrYQKC4mKJPYCqRxjC